# 宮澤清治
宮澤 清治（宮沢 清治、みやざわ せいじ、1923年2月21日 - 2011年7月18日）は、日本の気象解説者。

## 来歴
長野県長野市出身。旧制長野中学（長野県長野高等学校）を経て、1942年気象技術官養成所（現在の気象大学校）本科卒業。長野地方気象台、新潟地方気象台を経て福岡管区気象台予報課長。1968年運輸大臣表彰（豪雪機構の解明）。1969年「豪雪に関する中気候学的研究」で東京教育大学理学博士。1972年気象庁天気相談所長。1980年広島地方気象台長。1982年神戸海洋気象台長。1983年気象庁を退官。1983年から2010年6月まで、NHKテレビ・ラジオの「気象情報」の解説を担当した。1993年日本気象学会評議員。1996年岡田賞受賞（気象知識の普及の功績）。

## 著書
- 『現代の気象テクノロジー 3 防災と気象 気象災害を防ぐには』朝倉書店 1982
- 『朝雨は女の腕まくり 日本の天気図』井上書院 1986
- 『宮沢清治のウェザーボックス』毎日新聞社 ミューブックス　1989
- 『最新天気図と気象の本 天気図を見るとき読むとき書くとき』国際地学協会 1992
- 『近・現代日本気象災害史』イカロス出版 1999

### 共編著・監修
- 『気象と気候 理科年表読本』高橋浩一郎共著 丸善 1980
- 『日本災害史 写真・絵画集成』全3巻　下鶴大輔,津村建四朗共監修 岩切信編 日本図書センター 2001
- 『台風・気象災害全史』日外アソシエーツ編集部共編 日外アソシエーツ 日外選書fontana シリーズ災害・事故史 2008